# Очопі
Очопі́ (англ. Ochopee) — невключена територія в окрузі Кольєр, Флорида, США. Вона розташована на схід від перехрестя траси 41 та дороги штату 29, поблизу Карнстауна. Громада є частиною метрополійної області Нейплс–Марко-Айленд.
Громада отримала свою назву, коли відвідувач універсальної крамниці запитав у власника, як називається це місце. Того дня в крамниці був місцевий житель, тож власник запитав у нього, як семінольською мовою буде «ферма». Той відповів: «O-Chopp-ee».
Очопі виникло як фермерське поселення однієї родини, що вирощувала помідори, на початку 1920-х років. Джеймс Гонт придбав 240 акрів (97 га) землі вздовж траси 41 за 100 доларів за акр і почав лише з армійських наметів. Навколо томатної ферми Гонта виросла громада Очопі.
Після того, як оригінальне поштове відділення згоріло, мешканці використовували старий склад для розміщення пошти. Зараз це Поштове відділення Очопі, найменше в країні. Воно продовжує працювати як діюче поштове відділення та туристична принада.
Оригінальна ферма та поселення поступово були поглинені федеральним урядом у рамках руху за збереження Еверглейдс. Залишилося кілька невеликих підприємств, а також штаб-квартира Національний заповідник Біг-Сайпресс. Джефф Вічелло, уродженець цього району, написав книгу про своє дитинство під назвою Що сталося з Очопі?

## Центр утримання
У 2025 році було оголошено, що на мало використовуваній злітно-посадковій смузі в Очопі буде збудовано центр для утримання, обробки та депортації нелегальних мігрантів (названий «Алігатор Алькатрас»). Частину охоронців надаватиме компанія GardaWorld.

## Цікаві місця
- Поштове відділення Очопі
- Дослідницький центр скунсової мавпи
- Joanie's Crab Shack
- Штаб-квартира Служби національних парків Біг-Сайпресс, колишній готель Golden Lion Motor Inn, що належав родині Вічелло
- Всесвітньо відомі аероботи Wootens